# Fritz Bracht
Fritz Bracht, né le 18 janvier 1899 à Heiden (quartier de Lage, principauté de Lippe) et mort par suicide le 9 mai 1945 à Bad Kudowa (aujourd'hui Kudowa Zdrój, Pologne), est un homme politique allemand, membre du parti nazi et de la SA. Proche collaborateur de Josef Wagner, il fut notamment Gauleiter de Haute-Silésie.
Fuyant l'avancée de l'Armée rouge, il se suicide au côté de son épouse en avalant une capsule de cyanure, le lendemain de la capitulation allemande. 